# Джанфіда (Армавір)
Джанфіда (вірм. Ջանֆիդա) — село в марзі Армавір, на заході Вірменії. Село розташоване за 12 км на південь від міста Армавір, за 3 км на захід від села Пшатаван, за 5 км на південний захід від села Айгешат та за 4 км на південний схід від села Налбандян. За 2 км на південь від села протікає річка Аракс, по якій проходить кордон з Туреччиною.